# Verne D. Mudge
Pour les articles homonymes, voir Mudge.
Verne Donald Mudge (1898 - 30 janvier 1957) est un général américain de l'US Army pendant la Seconde Guerre mondiale.

## Biographie
Verne D. Mudge est né en 1898. En 1942, il est promu colonel, commandant de l'état major de la 1re division de cavalerie. En 1944, il est promu Major-général et commande cette division . Début 1945, il participe à la bataille de Manille aux Philippines. Il meurt le 30 janvier 1957, à 58 ans.